# Rascló d'Okinawa
El rascló d'Okinawa (Hypotaenidia okinawae) és una espècie d'ocell de la família dels ràl·lids (Rallidae) que habita els pantants del nord d'Okinawa, a les illes Ryukyu.